# Soulangis
Soulangis é uma comuna francesa na região administrativa do Centro, no departamento Cher. Estende-se por uma área de 13,61 km². Em 2010 a comuna tinha 500 habitantes (densidade: 36,7 hab./km²).